# Минерални-Бани (община)
Минерални-Бани (болг. Община Минерални бани)  — община в Болгарии. Входит в состав Хасковской области. Население составляет 7714 человека (на 21.07.05 г.).

## Состав общины
В состав общины входят следующие населённые пункты:
1. Ангел-Войвода
2. Боян-Ботево
3. Брястово
4. Винево
5. Караманци
6. Колец
7. Минерални-Бани
8. Сираково
9. Спахиево
10. Сусам
11. Сырница
12. Татарево